# Represión política
La represión o persecución política es la acción por parte de una entidad estatal de controlar a la ciudadanía mediante la fuerza por razones políticas, particularmente con el propósito de restringir o prevenir su capacidad de tomar parte en la vida política de una sociedad y reducir así su posición respecto de sus conciudadanos.
Reprimir es contener, detener o castigar, por lo general desde el poder y con el uso de la violencia, actuaciones políticas o sociales; la represión política niega e impide el ejercicio de los derechos civiles y de libertad política: expresión, reunión, manifestación, asociación, sindicación que suelen considerarse propias de los sistemas democráticos.

## Represión política y violencia
La represión política suele ir acompañada por violencia, que puede ser considerada legal internamente, a la vista del ordenamiento jurídico existente, como ilegal e informal. El ejercicio de la violencia sobre los disidentes políticos pretende ejemplificar el castigo para conseguir el temor en el resto de la sociedad, con el objeto de que se reprima a sí misma en el ejercicio de la libertad, que queda así anulada para todos, excepto para quienes ejercen el poder y para aquellos en cuyo beneficio se realiza la represión.

## Represión política e intolerancia
La represión política es en ocasiones sinónimo de discriminación e intolerancia política, ideológica, religiosa y social. Esta intolerancia se manifiesta mediante políticas discriminatorias, violación de los derechos humanos, brutalidad policial, prisión, exterminio, exilio, extorsión, depuración, terrorismo, asesinato extrajudicial, ejecución sumaria, tortura, desaparición forzada y otros castigos contra activistas políticos, disidentes y población en general.

## Represión política y terrorismo de Estado
Cuando la represión política es sancionada y organizada por el estado, se puede llegar a situaciones de terrorismo de Estado, genocidio y crimen contra la humanidad. La represión política sistemática y violenta es una característica típica de las dictaduras, totalitarismos y regímenes similares. En estos regímenes, los actos de represión política pueden ser llevada a cabo por la policía y la policía secreta, el ejército, los grupos paramilitares y los escuadrones de la muerte. En ocasiones regímenes considerados democráticos ejercen represión política y terrorismo de Estado hacia otros estados como parte de su política de seguridad.